# Wo die Lüge hinfällt
Wo die Lüge hinfällt (Originaltitel Anyone but You) ist ein US-amerikanischer Spielfilm des Regisseurs Will Gluck nach einem Drehbuch von Ilana Wolpert und Will Gluck mit Sydney Sweeney und Glen Powell. Bei der romantischen Komödie handelt es sich um eine freie Neuadaption von William Shakespeares Theaterstück Viel Lärm um nichts.

## Handlung
Jurastudentin Bea und Börsenmakler Ben lernen sich in einem Café kennen und verbringen spontan den Tag und die Nacht zusammen. Bea schleicht sich am Morgen davon, kehrt aber nach kurzer Überlegung zurück, nur um mitanzuhören, wie Ben gegenüber seinem besten Freund Pete schlecht über sie spricht. Sie geht, nicht ahnend, wie verletzt Ben durch ihr Verschwinden ist. Ein halbes Jahr später treffen sie sich wieder, weil Beas ältere Schwester Halle eine Beziehung mit Claudia, der Schwester von Pete und besten Freundin von Ben, begonnen hat. Ben und Bea, die mittlerweile verlobt ist, haben scheinbar nur noch Verachtung füreinander übrig.
Claudia und Halle heiraten einige Zeit später in Australien. Ben und Bea sind beide zu der Hochzeit eingeladen und müssen zwangsläufig Zeit zusammen verbringen. Ihre ständigen Streitereien drohen die Feierlichkeiten zu überschatten, so dass einige Familienmitglieder beschließen, sie miteinander zu verkuppeln und den Frieden wiederherzustellen. Genervt beschließen Ben und Bea, sich als Paar auszugeben, um ihre Ruhe zu haben. Zusätzlich möchte Bea damit erreichen, dass ihre Eltern den Versuch aufgeben, sie wieder mit ihrem Ex-Verlobten Jonathan zusammenzubringen. Ben hofft seinerseits, mithilfe der Scheinbeziehung seine Ex-Freundin, Claudias Cousine Margaret, eifersüchtig zu machen.
Nach einigen chaotischen Versuchen, das perfekte Paar zu spielen, tanzen Ben und Bea auf einer Yacht im Hafen von Sydney und spielen demonstrativ eine Szene aus dem Film Titanic nach, wobei Bea über Bord geht. Ben springt hinterher, um sie zu retten, und die beiden enden gemeinsam auf einer Rettungsboje nahe dem Opernhaus von Sydney. Während sie auf den Rettungshubschrauber warten, sprechen sie sich aus und gestehen einander ein, wie viel ihr erstes Date ihnen bedeutet hat und wie sehr sie einander unwissentlich verletzt haben. Bea vertraut Ben als erster Person überhaupt an, dass sie ihr Studium abgebrochen hat, und sie versprechen einander ein Date beim Opernhaus. Nach der Rettung verbringen sie eine leidenschaftliche Nacht zusammen. Bevor sie in Bens Armen einschläft, erwähnt Bea, dass sich all ihre letzten Entscheidungen wie Fehler anfühlen. Ben ist davon entmutigt und schleicht sich davon, was Bea wiederum tief enttäuscht.
Am Tag der Hochzeit erwähnt Ben Beas Studienabbruch versehentlich gegenüber Pete, durch den wiederum der Rest der Familie davon erfährt. Wütend enthüllt Bea vor allen die Scharade und sagt, sie könne nie mit jemandem wie Ben zusammen sein. Durch ihren Streit geht die Hochzeitstorte zu Bruch und die Stimmung erreicht den Tiefpunkt. Nachdem er das gestresste Brautpaar streiten hört, schließt Ben einen brüchigen Frieden mit Bea und die Hochzeit geht ohne weitere Störungen über die Bühne. Bei der anschließenden Feier tanzt Margaret mit Ben und küsst ihn. Bea beobachtet dies und verlässt unter Tränen die Feier, so dass sie nicht mitbekommt, wie Ben Margaret zurückweist. Nachdem der Rest der Familie ihn ermutigt, seinem Herzen zu folgen, springt er von einer Klippe ins Meer und bittet die Crew des herbeigerufenen Rettungshubschraubers, ihn zum Opernhaus zu bringen. Dort angekommen gesteht er Bea seine Liebe, worauf sie ihm versichert, er sei seit langem die erste Entscheidung in ihrem Leben, die sie nicht bereue. Die beiden kehren als Paar zur Feier zurück, wo sie erfahren, dass Claudia und Halle den von Ben mitangehörten Streit nur fingiert hatten, um ihre Freunde wieder zusammen zu bringen. Gleichzeitig kommen sich auch Jonathan und Margaret näher.

## Besetzung und Synchronisation
Die deutschsprachige Synchronisation übernahm die Berliner Iyuno Germany. Dialogregie führte Marius Clarén, der auch das Dialogbuch schrieb.
| Rolle                             | Darsteller       | Synchronsprecher     |
| --------------------------------- | ---------------- | -------------------- |
| Bea                               | Sydney Sweeney   | Olivia Büschken      |
| Ben                               | Glen Powell      | Roman Wolko          |
| Carol                             | Michelle Hurd    | Melanie Pukaß        |
| Claudia                           | Alexandra Shipp  | Lisa May-Mitsching   |
| Halle                             | Hadley Robinson  | Melinda Rachfahl     |
| Innie                             | Rachel Griffiths | Katrin Zimmermann    |
| Jonathan                          | Darren Barnet    | Sebastian Fitzner    |
| Leo                               | Dermot Mulroney  | Charles Rettinghaus  |
| Margaret                          | Charlee Fraser   | Lydia Morgenstern    |
| Mitglied der Superyacht-Besatzung | Ryan Panizza     | Marius Clarén        |
| Pete                              | GaTa             | Tim Sander           |
| Roger                             | Bryan Brown      | Klaus-Dieter Klebsch |
| Beau                              | Joe Davidson     | Patrick Baehr        |

## Veröffentlichung
Der Kinostart der romantischen Komödie erfolgte in den USA am 22. Dezember 2023, in Deutschland und der Schweiz kam der Film am 18. Januar 2024 in die Kinos. Der österreichische Kinostart war am 19. Januar 2024.
Auf Blu-ray und DVD erschien der Film am 4. April 2024. Auf Netflix wurde der Film am 21. Juli 2024 veröffentlicht.

## Produktion und Hintergrund
Der Film wurde von Will Gluck, Jeff Kirschenbaum und Joe Roth produziert, als Executive Producer fungierten unter anderem Sydney Sweeney (Fifty-Fifty Films), Natalie Sellers und Alyssa Altman (RK Films) sowie Jacqueline Monetta (Olive Bridge).
Die Dreharbeiten begannen im Februar 2023 im australischen Bundesstaat New South Wales. Im März 2023 wurde in Sydney gedreht, Drehort war unter anderem das Sydney Opera House.
Die Kamera führte Danny Ruhlmann, die Montage verantwortete Tia Nolan, das Kostümdesign gestaltete Amelia Gebler.
Die Filmmusik komponierte Este Haim gemeinsam mit Christopher Stracey. Das Soundtrack-Album mit insgesamt elf Musikstücken wurde am 22. Dezember 2023 von Madison Gate Records als Download veröffentlicht.
In der Tonight Show mit Jimmy Fallon berichtete Sydney Sweeney, dass sie bei den Dreharbeiten von einer Riesenkrabbenspinne gebissen wurde. Während der Film von der Motion Picture Association ein R-Rating erhielt, wurde er von der Freiwilligen Selbstkontrolle der Filmwirtschaft (FSK) ohne Altersbeschränkung freigegeben.

## Soundtrack
- Didn’t I (Dave Allison Rework) – Darondo[18] (00:54)
- Didn’t I – Darondo (06:00)
- Starry Eyed and Falling in Love – Este Haim und Christopher Stracey (09:08)
- The Spins – Mac Miller und Empire of the Sun (10:41)
- Canon In D – Johann Pachelbel (13:32 / 1:24:01)
- Photo ID – Remi Wolf und Dominic Fike (14:02)
- Unwritten – Natasha Bedingfield (17:38 / 1:07:31 / 1:35:12 / 1:38:32)
- Sick – Dominic Fike (18:22)
- Wedding Weekend – Este Haim und Christopher Stracey (20:27)
- Lucy – Still Woozy, Odie (25:39)
- Right Direction – Margo & Mac (26:54)
- Bridal Chorus aus Lohengrin (29:43)
- The Vacationer – Hungry Kids of Hungary (30:35 / 1:38:32)
- Bang Bang – Hippo Campus (34:25)
- Steppin’ On Me – Fitz and the Tantrums (38:18)
- Sympathy – Declan McKenna (40:53)
- My Heart Beats to These Stick Clicks – Este Haim und Christopher Stracey (45:52)
- Running So Fast I Can’t Catch My Breath – Este Haim und Christopher Stracey (48:45 / 1:09:28 / 1:19:14)
- Changing – Bay Ledges (50:02)
- Dummy – Portugal. The Man (54:34)
- Got Me Started – Troye Sivan (57:27)
- All I Really Wanna Do – Devon Gilfillian (59:09)
- This is Not a Drill  – Este Haim und Christopher Stracey (1:01:17)
- What Does Love Sound Like?  – Este Haim und Christopher Stracey (1:04:51)
- Anyone But You – Still Woozy (1:10:13)
- Loving You – Wet Leg (1:12:57)
- Connecting Dots – Kate Bollinger (1:21:24)
- Outta My Head – Mel Wesson (1:24:16)
- Lancaster Nights – Charlie Burg (1:25:14 / 1:27:29)
- I’m Not Blushing – Este Haim und Christopher Stracey (1:26:21)
- I Hear a Symphony – Este Haim und Christopher Stracey (1:27:40)
- I Love You, You Idiot – Este Haim und Christopher Stracey (1:30:19)
- Bottle Rocket – Jimi Somewhere (1:31:02)
- Couldn’t Find a Moving Train – Este Haim und Christopher Stracey (1:33:16)
- Funk On – Este Haim und Christopher Stracey (0x:0y)

Unwritten von Natasha Bedingfield erreichte im Februar 2024 in Österreich Platz eins der Singlecharts.

## Rezeption

### Kritiken
54 Prozent der bei Rotten Tomatoes aufgeführten 116 Kritiken waren am 28. März 2025 positiv bei einer durchschnittlichen Bewertung der 32 Top Critic Reviews von 5,6 der 10 möglichen Punkte. Bei Metacritic erhielt der Film bis zum 18. Januar 2024 einen Metascore von 52 von 100 möglichen Punkten, der auf 26 Rezensionen basierte.
Katharina Grimnitz vergab auf epd-film.de zwei von fünf Sternen. Sydney Sweeney und Glen Powell seien eine gute Besetzung für das längst fällige Comeback der RomCom, allerdings bräuchte es noch ein gutes Drehbuch.
Christian Klosz vergab auf filmpluskritik.com 7 von 10 Sternen. Er lobte insbesondere das Darsteller-Duo und die Dialoge und meinte, dass sich die Romantik-Komödie „auf altbewährte Tugenden“ des Genres verließe. Das Rad müsse nicht immer neu erfunden werden.
Oliver Armknecht bewertete den Film auf film-rezensionen.de mit fünf von zehn Sternen. Er sei eine letztendlich wenig bemerkenswerte Liebeskomödie und über weite Strecken sehr vorhersehbar. Dafür stimme die Chemie im Ensemble und einige Witze blieben auch stärker in Erinnerung.
Sidney Schering bewertete den Film auf filmstarts.de mit 3,5 von 5 Sternen. Sweeney und Powell würden im wunderschön in Szene gesetzten Australien perfekt harmonieren.

### Einspielergebnis und Abrufe
Der Film erzielte ein weltweites Einspielergebnis von 220 Millionen US-Dollar, davon 88,3 Mio. in Nordamerika. Bis zum 31. März 2024 kamen in Deutschland 1.562.333 Besucher in den Kinos, davon 304.662 in der Startwoche; damit konnten Einnahmen von 15,2 Millionen Euro erzielt werden.
Laut digital i erreichte der Film in Deutschland im Juli 2024 insgesamt 1,025 Millionen Haushalte.

### Auszeichnungen
People’s Choice Awards 2024
- Nominierung als Beste Filmkomödie
- Nominierung als Bester Darsteller in einer Filmkomödie (Glen Powell)
- Nominierung als Beste Darstellerin in einer Filmkomödie (Sydney Sweeney)[29]